# CIM-10 Chapitre 09 : Maladies de l'appareil circulatoire
Cet article développe le chapitre IX de la classification internationale des maladies.

## Liste des classes du chapitre 09
CIM-10 Chapitre 09 : Maladies de l'appareil circulatoire (I00-I99)

### (I00-I02) Rhumatisme articulaire aigu
- (I00) Rhumatisme articulaire aigu, sans mention d'atteinte cardiaque

- (I01) Rhumatisme articulaire aigu, avec atteinte cardiaque
  - (I01.0) Péricardite rhumatismale aiguë
  - (I01.1) Endocardite rhumatismale aiguë
  - (I01.2) Myocardite rhumatismale aiguë
  - (I01.8) Autres cardiopathies rhumatismales aiguës
  - (I01.9) Cardiopathie rhumatismale aiguë, sans précision

- (I02) Chorée rhumatismale
  - (I02.0) Chorée rhumatismale, avec atteinte cardiaque
  - (I02.9) Chorée rhumatismale, sans atteinte cardiaque

### (I05-I09) Cardiopathies rhumatismales chroniques
- (I05) Maladies rhumatismales de la valvule mitrale
  - (I05.0) Sténose mitrale
  - (I05.1) Insuffisance mitrale rhumatismale
  - (I05.2) Sténose mitrale avec insuffisance ou régurgitation
  - (I05.8) Autres maladies de la valvule mitrale
  - (I05.9) Maladie de la valvule mitrale, sans précision

- (I06) Maladies rhumatismales de la valvule aortique
  - (I06.0) Sténose aortique rhumatismale
  - (I06.1) Insuffisance aortique rhumatismale
  - (I06.2) Sténose aortique rhumatismale avec insuffisance ou reflux
  - (I06.8) Autres maladies rhumatismales de la valvule aortique
  - (I06.9) Maladie rhumatismale de la valvule aortique, sans précision

- (I07) Maladies rhumatismales de la valvule tricuspide
  - (I07.0) Sténose tricuspide (rhumatismale)
  - (I07.1) Insuffisance tricuspide (rhumatismale)
  - (I07.2) Sténose tricuspidienne avec insuffisance
  - (I07.8) Autres maladies de la valvule tricuspide
  - (I07.9) Maladie de la valvule tricuspide, sans précision

- (I08) Maladies de plusieurs valvules ; à l'exclusion de endocardite (- rhumatismale, valvule non précisée (I09.1); - valvule non précisée (I38); - maladies de plusieurs valvules d’origine précisée autre que rhumatismale (I34–I38, Q22–Q23, Q24.8)
  - (I08.0) Atteintes des valvules mitrale et aortique précisées ou non d'origine rhumatismale
  - (I08.1) Atteintes des valvules mitrale et tricuspide
  - (I08.2) Atteintes des valvules aortique et tricuspide
  - (I08.3) Atteintes des valvules mitrale, valvules aortique et tricuspide
  - (I08.8) Autres maladies valvulaires multiples
  - (I08.9) Maladie de plusieurs valvules, sans précision

- (I09) Autres cardiopathies rhumatismales
  - (I09.0) Myocardite rhumatismale
  - (I09.1) Endocardite rhumatismale, valvule non précisée
  - (I09.2) Péricardite rhumatismale chronique : adhérence du péricarde, rhumatismale, médiastino-péricardite rhumatismale chronique, myopéricardite rhumatismale chronique
  - (I09.8) Autres cardiopathies rhumatismales précisées : maladie rhumatismale de la valvule pulmonaire
  - (I09.9) Cardiopathie rhumatismale, sans précision : cardite rhumatismale, insuffisance cardiaque rhumatismale.

### (I10-I15) Maladies hypertensives
- (I10) Hypertension essentielle (primitive)

- (I11) Cardiopathie hypertensive
  - (I11.0) Cardiopathie hypertensive, avec insuffisance cardiaque (congestive)
  - (I11.9) Cardiopathie hypertensive, sans insuffisance cardiaque congestive

- (I12) Néphropathie hypertensive
  - (I12.0) Néphropathie hypertensive, avec insuffisance rénale
  - (I12.9) Néphropathie hypertensive, sans insuffisance rénale

- (I13) Cardionéphropathie hypertensive
  - (I13.0) Cardionéphropathie hypertensive, avec insuffisance cardiaque (congestive)
  - (I13.1) Cardionéphropathie hypertensive, avec insuffisance rénale
  - (I13.2) Cardionéphropathie hypertensive, avec insuffisance cardiaque (congestive) et rénale
  - (I13.9) Cardionéphropathie hypertensive, sans précision

- (I15) Hypertension secondaire
  - (I15.0) Hypertension vasculo-rénale
  - (I15.1) Hypertension secondaire à d'autres atteintes rénales
  - (I15.2) Hypertension secondaire à des atteintes endocriniennes
  - (I15.8) Autres hypertensions secondaires
  - (I15.9) Hypertension secondaire, sans précision

### (I20-I25) Cardiopathies ischémiques
- (I20) Angine de poitrine
  - (I20.0) Angine de poitrine instable
  - (I20.1) Angine de poitrine avec spasme coronaire vérifié
  - (I20.8) Autres formes d'angine de poitrine
  - (I20.9) Angine de poitrine, sans précision

- (I21) Infarctus aigu du myocarde
  - (I21.0) Infarctus transmural aigu du myocarde, de la paroi antérieure
  - (I21.1) Infarctus transmural aigu du myocarde, de la paroi inférieure
  - (I21.2) Infarctus transmural aigu du myocarde d'autres localisations
  - (I21.3) Infarctus transmural aigu du myocarde, de localisation non précisée
  - (I21.4) Infarctus sous-endocardique aigu du myocarde
  - (I21.9) Infarctus aigu du myocarde, sans précision

- (I22) Infarctus du myocarde à répétition
  - (I22.0) Infarctus du myocarde à répétition, de la paroi antérieure
  - (I22.1) Infarctus du myocarde à répétition, de la paroi inférieure
  - (I22.8) Infarctus du myocarde à répétition d'autres localisations
  - (I22.9) Infarctus du myocarde à répétition, de localisation non précisée

- (I23) Certaines complications récentes d'un infarctus aigu du myocarde
  - (I23.0) Hémopéricarde comme complication récente d'un infarctus aigu du myocarde
  - (I23.1) Communication interauriculaire comme complication récente d'un infarctus aigu du myocarde
  - (I23.2) Communication interventriculaire comme complication récente d'un infarctus aigu du myocarde
  - (I23.3) Rupture de la paroi cardiaque sans hémopéricarde comme complication récente d'un infarctus aigu du myocarde
  - (I23.4) Rupture des cordages tendineux comme complication récente d'un infarctus aigu du myocarde
  - (I23.5) Rupture du muscle papillaire comme complication récente d'un infarctus aigu du myocarde
  - (I23.6) Thrombose de l'oreillette, de l'auricule et du ventricule comme complication récente d'un infarctus aigu du myocarde
  - (I23.8) Autres complications récentes d'un infarctus aigu du myocarde

- (I24) Autres cardiopathies ischémiques aiguës
  - (I24.0) Thrombose coronaire n'entraînant pas un infarctus du myocarde
  - (I24.1) Syndrome de Dressler
  - (I24.8) Autres formes de cardiopathies ischémiques aiguës
  - (I24.9) Cardiopathie ischémique aiguë, sans précision

- (I25) Cardiopathie ischémique chronique
  - (I25.0) Athérosclérose cardiovasculaire, décrite ainsi
  - (I25.1) Cardiopathie artérioscléreuse
  - (I25.2) Infarctus du myocarde, ancien
  - (I25.3) Anévrisme du cœur
  - (I25.4) Anévrisme d'une artère coronaire
  - (I25.5) Myocardiopathie ischémique
  - (I25.6) Ischémie myocardique asymptomatique
  - (I25.8) Autres formes de cardiopathie ischémique chronique
  - (I25.9) Cardiopathie ischémique chronique, sans précision

### (I26-I28) Affections cardiopulmonaires et maladies de la circulation pulmonaire
- (I26) Embolie pulmonaire
  - (I26.0) Embolie pulmonaire, avec mention de cœur pulmonaire aigu
  - (I26.9) Embolie pulmonaire, sans mention de cœur pulmonaire aigu
- (I27) Autres affections cardiopulmonaires
  - (I27.0) Hypertension pulmonaire primitive
  - (I27.1) Cardiopathie due à cyphoscoliose
  - (I27.8) Autres affections cardiopulmonaires précisées
  - (I27.9) Affection cardiopulmonaire, sans précision
- (I28) Autres maladies des vaisseaux pulmonaires
  - (I28.0) Fistule artérioveineuse des vaisseaux pulmonaires
  - (I28.1) Anévrisme de l'artère pulmonaire
  - (I28.8) Autres maladies précisées des vaisseaux pulmonaires
  - (I28.9) Maladie des vaisseaux pulmonaires, sans précision

### (I30-I52) Autres formes de cardiopathies
- (I30) Péricardite aiguë
  - (I30.0) Péricardite idiopathique aiguë non spécifique
  - (I30.1) Péricardite infectieuse
  - (I30.8) Autres formes de péricardite aiguë
  - (I30.9) Péricardite aiguë, sans précision

- (I31) Autres maladies du péricarde
  - (I31.0) Péricardite adhésive chronique
  - (I31.1) Péricardite constrictive chronique
  - (I31.2) Hémopéricarde, non classé ailleurs
  - (I31.3) Épanchement péricardique (non inflammatoire)
  - (I31.8) Autres maladies précisées du péricarde
  - (I31.9) Maladie du péricarde, sans précision

- (I32) Péricardite au cours de maladies classées ailleurs
  - (I32.0) Péricardite au cours de maladies bactériennes classées ailleurs
  - (I32.1) Péricardite au cours d'autres maladies infectieuses et parasitaires classées ailleurs
  - (I32.8) Péricardite au cours d'autres maladies classées ailleurs

- (I33) Endocardite aiguë et subaiguë
  - (I33.0) Endocardite infectieuse aiguë et subaiguë
  - (I33.9) Endocardite aiguë, sans précision

- (I34) Atteintes non rhumatismales de la valvule mitrale
  - (I34.0) Insuffisance (de la valvule) mitrale
  - (I34.1) Prolapsus (de la valvule) mitral(e)
  - (I34.2) Sténose non rhumatismale (de la valvule) mitrale
  - (I34.8) Autres atteintes non rhumatismales de la valvule mitrale
  - (I34.9) Atteinte non rhumatismale de la valvule mitrale, sans précision

- (I35) Atteintes non rhumatismales de la valvule aortique
  - (I35.0) Sténose (de la valvule) aortique
  - (I35.1) Insuffisance (de la valvule) aortique
  - (I35.2) Sténose (de la valvule) aortique avec insuffisance
  - (I35.8) Autres atteintes de la valvule aortique
  - (I35.9) Atteinte de la valvule aortique, sans précision

- (I36) Atteintes non rhumatismales de la valvule tricuspide
  - (I36.0) Sténose non rhumatismale (de la valvule) tricuspide
  - (I36.1) Insuffisance non rhumatismale (de la valvule) tricuspide
  - (I36.2) Sténose non rhumatismale (de la valvule) tricuspide avec insuffisance
  - (I36.8) Autres atteintes non rhumatismales de la valvule tricuspide
  - (I36.9) Atteinte non rhumatismale de la valvule tricuspide, sans précision

- (I37) Atteintes de la valvule pulmonaire
  - (I37.0) Sténose de la valvule pulmonaire
  - (I37.1) Insuffisance de la valvule pulmonaire
  - (I37.2) Sténose de la valvule pulmonaire avec insuffisance
  - (I37.8) Autres atteintes de la valvule pulmonaire
  - (I37.9) Atteinte de la valvule pulmonaire, sans précision

- (I38) Endocardite, valvule non précisée

- (I39) Endocardite et atteintes valvulaires cardiaques au cours de maladies classées ailleurs
  - (I39.0) Atteintes de la valvule mitrale au cours de maladies classées ailleurs
  - (I39.1) Atteintes de la valvule aortique au cours de maladies classées ailleurs
  - (I39.2) Atteintes de la valvule tricuspide au cours de maladies classées ailleurs
  - (I39.3) Atteintes de la valvule pulmonaire au cours de maladies classées ailleurs
  - (I39.4) Atteintes valvulaires multiples au cours de maladies classées ailleurs
  - (I39.8) Endocardite, valvule non précisée, au cours de maladies classées ailleurs

- (I40) Myocardite aiguë
  - (I40.0) Myocardite infectieuse
  - (I40.1) Myocardite isolée
  - (I40.8) Autres myocardites aiguës
  - (I40.9) Myocardite aiguë, sans précision

- (I41) Myocardite au cours de maladies classées ailleurs
  - (I41.0) Myocardite au cours de maladies bactériennes classées ailleurs
  - (I41.1) Myocardite au cours de maladies virales classées ailleurs
  - (I41.2) Myocardite au cours d'autres maladies infectieuses et parasitaires classées ailleurs
  - (I41.8) Myocardite au cours d'autres maladies classées ailleurs

- (I42) Myocardiopathie
  - (I42.0) Myocardiopathie avec dilatation
  - (I42.1) Myocardiopathie obstructive hypertrophique
  - (I42.2) Autres myocardiopathies hypertrophiques
  - (I42.3) Maladie endomyocardique (éosinophilique)
  - (I42.4) Fibroélastose endocardique
  - (I42.5) Autres myocardiopathies restrictives
  - (I42.6) Myocardiopathie alcoolique
  - (I42.7) Myocardiopathie due à des médicaments et d'autres causes externes
  - (I42.8) Autres myocardiopathies
  - (I42.9) Myocardiopathie, sans précision

- (I43) Myocardiopathie au cours de maladies classées ailleurs
  - (I43.0) Myocardiopathie au cours de maladies infectieuses et parasitaires classées ailleurs
  - (I43.1) Myocardiopathie au cours de maladies métaboliques
  - (I43.2) Myocardiopathie au cours de maladies nutritionnelles
  - (I43.8) Myocardiopathie au cours d'autres maladies classées ailleurs

- (I44) Bloc de branche gauche et auriculoventriculaire
  - (I44.0) Bloc auriculoventriculaire du premier degré
  - (I44.1) Bloc auriculoventriculaire du second degré
  - (I44.2) Bloc auriculoventriculaire complet
  - (I44.3) Blocs auriculoventriculaires, autres et sans précision
  - (I44.4) Bloc fasciculaire antérieur gauche
  - (I44.5) Bloc fasciculaire postérieur gauche
  - (I44.6) Blocs fasciculaires, autres et sans précision
  - (I44.7) Bloc de branche gauche, sans précision

- (I45) Autres troubles de la conduction
  - (I45.0) Bloc fasciculaire droit
  - (I45.1) Blocs de branche droit, autres et sans précision
  - (I45.2) Bloc bifasciculaire
  - (I45.3) Bloc trifasciculaire
  - (I45.4) Bloc ventriculaire non spécifique
  - (I45.5) Autre bloc cardiaque précisé
  - (I45.6) Syndrome de pré-excitation
    - Syndrome de Wolff-Parkinson-White
    - Syndrome de Lown-Ganong-Levin

  - (I45.8) Autres troubles précisés de la conduction
  - (I45.9) Trouble de la conduction, sans précision

- (I46) Arrêt cardiaque
  - (I46.0) Arrêt cardiaque réanimé avec succès
  - (I46.1) Mort cardiaque subite, décrite ainsi
  - (I46.9) Arrêt cardiaque, sans précision

- (I47) Tachycardie paroxystique
  - (I47.0) Arythmie ventriculaire de réentrée
  - (I47.1) Tachycardie supraventriculaire
  - (I47.2) Tachycardie ventriculaire
  - (I47.9) Tachycardie paroxystique, sans précision

- (I48) Fibrillation et Flutter auriculaires

- (I49) Autres arythmies cardiaques 
  - (I49.0) Fibrillation et flutter ventriculaires
  - (I49.1) Dépolarisation auriculaire prématurée
  - (I49.2) Dépolarisation jonctionnelle prématurée
  - (I49.3) Dépolarisation ventriculaire prématurée
  - (I49.4) Dépolarisations prématurées, autres et sans précision
  - (I49.5) Syndrome de dysfonctionnement sinusal
  - (I49.8) Autres arythmies cardiaques précisées
  - (I49.9) Arythmie cardiaque, sans précision

- (I50) Insuffisance cardiaque
  - (I50.0) Insuffisance cardiaque congestive
  - (I50.1) Insuffisance ventriculaire gauche
  - (I50.9) Insuffisance cardiaque, sans précision

- (I51) Complications de cardiopathies et maladies cardiaques mal définies
  - (I51.0) Anomalie d'un septum cardiaque, acquise
  - (I51.1) Rupture des cordages tendineux, non classée ailleurs
  - (I51.2) Rupture du muscle papillaire, non classée ailleurs
  - (I51.3) Thrombose intracardiaque, non classée ailleurs
  - (I51.4) Myocardite, sans précision
  - (I51.5) Dégénérescence du myocarde
  - (I51.6) Maladie cardio-vasculaire, sans précision
  - (I51.7) Cardiomégalie
  - (I51.8) Autres cardiopathies mal définies
  - (I51.9) Cardiopathie, sans précision

- (I52) Autres cardiopathies au cours de maladies classées ailleurs
  - (I52.0) Autres cardiopathies au cours de maladies bactériennes classées ailleurs
  - (I52.1) Autres cardiopathies au cours d'autres maladies infectieuses et parasitaires classées ailleurs
  - (I52.8) Autres cardiopathies au cours d'autres maladies classées ailleurs

### (I60-I69) Maladies cérébrovasculaires
- (I60) Hémorragie sous-arachnoïdienne 
  - (I60.0) Hémorragie sous-arachnoïdienne de la bifurcation et du siphon carotidien
  - (I60.1) Hémorragie sous-arachnoïdienne de l'artère cérébrale moyenne
  - (I60.2) Hémorragie sous-arachnoïdienne de l'artère communicante antérieure
  - (I60.3) Hémorragie sous-arachnoïdienne de l'artère communicante postérieure
  - (I60.4) Hémorragie sous-arachnoïdienne de l'artère basilaire
  - (I60.5) Hémorragie sous-arachnoïdienne de l'artère vertébrale
  - (I60.6) Hémorragie sous-arachnoïdienne d'autres artères intracrâniennes
  - (I60.7) Hémorragie sous-arachnoïdienne d'une artère intracrânienne, sans précision
  - (I60.8) Autres hémorragies sous-arachnoïdiennes
  - (I60.9) Hémorragie sous-arachnoïdienne, sans précision

- (I61) Hémorragie intracérébrale
  - (I61.0) Hémorragie intracérébrale hémisphérique, sous-corticale
  - (I61.1) Hémorragie intracérébrale hémisphérique, corticale
  - (I61.2) Hémorragie intracérébrale hémisphérique, non précisée
  - (I61.3) Hémorragie intracérébrale du tronc cérébral
  - (I61.4) Hémorragie intracérébrale cérébelleuse
  - (I61.5) Hémorragie intracérébrale intraventriculaire
  - (I61.6) Hémorragie intracérébrale, localisations multiples
  - (I61.8) Autres hémorragies intracérébrales
  - (I61.9) Hémorragie intracérébrale, sans précision

- (I62) Autres hémorragies intracrâniennes non traumatiques
  - (I62.0) Hémorragie sous-durale (aiguë) (non traumatique)
  - (I62.1) Hémorragie extradurale non traumatique
  - (I62.9) Hémorragie intracrânienne (non traumatique), sans précision

- (I63) Infarctus cérébral
  - (I63.0) Infarctus cérébral dû à une thrombose des artères précérébrales
  - (I63.1) Infarctus cérébral dû à une embolie des artères précérébrales
  - (I63.2) Infarctus cérébral dû à une occlusion ou sténose des artères précérébrales, de mécanisme non précisé
  - (I63.3) Infarctus cérébral dû à une thrombose des artères cérébrales
  - (I63.4) Infarctus cérébral dû à une embolie des artères cérébrales
  - (I63.5) Infarctus cérébral dû à une occlusion ou sténose des artères cérébrales, de mécanisme non précisé
  - (I63.6) Infarctus cérébral dû à une thrombose veineuse cérébrale, non pyogène
  - (I63.8) Autres infarctus cérébraux
  - (I63.9) Infarctus cérébral, sans précision

- (I64) Accident vasculaire cérébral, non précisé comme étant hémorragique ou par infarctus

- (I65) Occlusion et sténose des artères précérébrales, n'entraînant pas un infarctus cérébral
  - (I65.0) Occlusion et sténose de l'artère vertébrale
  - (I65.1) Occlusion et sténose de l'artère basilaire
  - (I65.2) Occlusion et sténose de l'artère carotide
  - (I65.3) Occlusion et sténose des artères précérébrales, multiples et bilatérales
  - (I65.8) Occlusion et sténose d'une autre artère précérébrale
  - (I65.9) Occlusion et sténose d'une artère précérébrale, sans précision

- (I66) Occlusion et sténose des artères cérébrales, n'entraînant pas un infarctus cérébral
  - (I66.0) Occlusion et sténose de l'artère cérébrale moyenne
  - (I66.1) Occlusion et sténose de l'artère cérébrale antérieure
  - (I66.2) Occlusion et sténose de l'artère cérébrale postérieure
  - (I66.3) Occlusion et sténose des artères cérébelleuses
  - (I66.4) Occlusion et sténose des artères cérébrales, multiples et bilatérales
  - (I66.8) Occlusion et sténose d'une autre artère cérébrale
  - (I66.9) Occlusion et sténose d'une artère cérébrale, sans précision

- (I67) Autres maladies cérébrovasculaires
  - (I67.0) Dissection d'artères cérébrales, non rompue
  - (I67.1) Anévrisme cérébral, non rompu
  - (I67.2) Athérosclérose cérébrale
  - (I67.3) Leuco-encéphalopathie vasculaire progressive
    - Maladie de Binswanger

  - (I67.4) Encéphalopathie hypertensive
  - (I67.5) Maladie de Moyamoya
  - (I67.6) Thrombose non pyogène du système veineux intracrânien
  - (I67.7) Artérite cérébrale, non classée ailleurs
  - (I67.8) Autres maladies cérébrovasculaires précisées
  - (I67.9) Maladie cérébrovasculaire, sans précision

- (I68) Troubles cérébrovasculaires au cours de maladies classées ailleurs
  - (I68.0) Angiopathie amyloïde cérébrale ( E85.-+ )
  - (I68.1) Artérite cérébrale au cours de maladies infectieuses et parasitaires
  - (I68.2) Artérite cérébrale au cours d'autres maladies classées ailleurs
  - (I68.8) Autres troubles cérébrovasculaires au cours de maladies classées ailleurs

- (I69) Séquelles de maladies cérébrovasculaires
  - (I69.0) Séquelles d'hémorragie sous-arachnoïdienne
  - (I69.1) Séquelles d'hémorragie intracérébrale
  - (I69.2) Séquelles d'autres hémorragies intracrâniennes non traumatiques
  - (I69.3) Séquelles d'infarctus cérébral
  - (I69.4) Séquelles d'accident vasculaire cérébral, non précisé comme étant hémorragique ou par infarctus
  - (I69.8) Séquelles de maladies cérébrovasculaires, autres et non précisées

### (I70-I79) Maladies desartères,artériolesetcapillaires
- (I70) Athérosclérose
  - (I70.0) Athérosclérose de l'aorte
  - (I70.1) Athérosclérose de l'artère rénale
  - (I70.2) Athérosclérose des artères distales
  - (I70.8) Athérosclérose d'autres artères
  - (I70.9) Athérosclérose généralisée et sans précision

- (I71) Anévrisme aortique et dissection
  - (I71.0) Dissection de l'aorte (toute localisation)
  - (I71.1) Anévrisme aortique thoracique, rompu
  - (I71.2) Anévrisme aortique thoracique, sans mention de rupture
  - (I71.3) Anévrisme aortique abdominal, rompu
  - (I71.4) Anévrisme aortique abdominal, sans mention de rupture
  - (I71.5) Anévrisme aortique thoraco-abdominal, rompu
  - (I71.6) Anévrisme aortique thoraco-abdominal, sans mention de rupture
  - (I71.8) Anévrisme aortique de localisation non précisée, rompu
  - (I71.9) Anévrisme aortique de localisation non précisée, sans mention de rupture

- (I72) Autres anévrismes
  - (I72.0) Anévrisme de l'artère carotide
  - (I72.1) Anévrisme des artères du membre supérieur
  - (I72.2) Anévrisme des artères rénales
  - (I72.3) Anévrisme de l'artère iliaque
  - (I72.4) Anévrisme des artères du membre inférieur
  - (I72.8) Anévrisme d'autres artères précisées
  - (I72.9) Anévrisme de localisation non précisée

- (I73) Autres maladies vasculaires périphériques
  - (I73.0) Syndrome de Raynaud
  - (I73.1) Thrombo-angéite oblitérante (Buerger)
  - (I73.8) Autres maladies vasculaires périphériques précisées
  - (I73.9) Maladie vasculaire périphérique, sans précision

- (I74) Embolie et thrombose artérielles
  - (I74.0) Embolie et thrombose de l'aorte abdominale
    - Syndrome de la bifurcation aortique
    - Syndrome de Leriche

  - (I74.1) Embolie et thrombose de parties de l'aorte, autres et non précisées
  - (I74.2) Embolie et thrombose des artères des membres supérieurs
  - (I74.3) Embolie et thrombose des artères des membres inférieurs
  - (I74.4) Embolie et thrombose des artères distales, sans précision
    - Embolie artérielle périphérique

  - (I74.5) Embolie et thrombose de l'artère iliaque
  - (I74.8) Embolie et thrombose d'autres artères
  - (I74.9) Embolie et thrombose d'artères non précisées

- (I77) Autres atteintes des artères et artérioles
  - (I77.0) Fistule artério-veineuse, acquise
  - (I77.1) Sténose d'une artère
  - (I77.2) Rupture d'une artère
  - (I77.3) Dysplasie fibromusculaire artérielle
  - (I77.4) Syndrome de compression de l'artère cœliaque
  - (I77.5) Nécrose d'une artère
  - (I77.6) Artérite, sans précision
  - (I77.8) Autres atteintes précisées des artères et artérioles
  - (I77.9) Atteinte des artères et artérioles, sans précision

- (I78) Maladies des capillaires
  - (I78.0) Télangiectasie hémorragique héréditaire
    - Maladie de Rendu-Osler-Webe

  - (I78.1) Nævus, non néoplasique
  - (I78.8) Autres maladies des capillaires
  - (I78.9) Maladie des capillaires, sans précision

- (I79) Atteintes des artères, artérioles et capillaires au cours de maladies classées ailleurs
  - (I79.0) Anévrisme de l'aorte au cours de maladies classées ailleurs
  - (I79.1) Aortite au cours de maladies classées ailleurs
  - (I79.2) Angiopathie périphérique au cours de maladies classées ailleurs
  - (I79.8) Autres atteintes des artères, artérioles et capillaires au cours de maladies classées ailleurs

### (I80-I89) Maladies des veines, des vaisseaux et des ganglions lymphatiques, non classées ailleurs
- (I80) Phlébite et thrombophlébite
  - (I80.0) Phlébite et thrombophlébite des veines superficielles des membres inférieurs
  - (I80.1) Phlébite et thrombophlébite de la veine fémorale
  - (I80.2) Phlébite et thrombophlébite d'autres vaisseaux profonds des membres inférieurs
  - (I80.3) Phlébite et thrombophlébite des membres inférieurs, sans précision
  - (I80.8) Phlébite et thrombophlébite d'autres localisations
  - (I80.9) Phlébite et thrombophlébite de localisation non précisée

- (I81) Thrombose de la veine porte

- (I82) Autres embolies et thromboses veineuses
  - (I82.0) Syndrome de Budd-Chiari
  - (I82.1) Thrombophlébite migratrice
  - (I82.2) Embolie et thrombose de la veine cave
  - (I82.3) Embolie et thrombose de la veine rénale
  - (I82.8) Embolie et thrombose d'autres veines précisées
  - (I82.9) Embolie et thrombose d'une veine non précisée

- (I83) Varices des membres inférieurs
  - (I83.0) Varices ulcérées des membres inférieurs
  - (I83.1) Varices des membres inférieurs, avec inflammation
  - (I83.2) Varices des membres inférieurs, avec ulcère et inflammation
  - (I83.9) Varices des membres inférieurs sans ulcère ou inflammation

- (I84) Hémorroïdes
  - (I84.0) Hémorroïdes internes thrombosées
  - (I84.1) Hémorroïdes internes avec autres complications
  - (I84.2) Hémorroïdes internes, sans complication
  - (I84.3) Hémorroïdes externes thrombosées
  - (I84.4) Hémorroïdes externes avec d'autres complications
  - (I84.5) Hémorroïdes externes, sans complication
  - (I84.6) Cicatrices hémorroïdaires cutanées résiduelles
  - (I84.7) Hémorroïdes thrombosées non précisées
  - (I84.8) Hémorroïdes non précisées avec d'autres complications
  - (I84.9) Hémorroïdes sans complication, sans précision

- (I85) Varices œsophagiennes
  - (I85.0) Varices œsophagiennes hémorragiques
  - (I85.9) Varices œsophagiennes, non hémorragiques

- (I86) Varices d'autres localisations
  - (I86.0) Varices sublinguales
  - (I86.1) Varices scrotales
    - Varicocèle

  - (I86.2) Varices pelviennes
  - (I86.3) Varices vulvaires
  - (I86.4) Varices gastriques
  - (I86.8) Varices d'autres localisations précisées 
    - Ulcère variqueux de la cloison nasale

- (I87) Autres atteintes veineuses
  - (I87.0) Syndrome post-phlébitique
  - (I87.1) Compression veineuse
  - (I87.2) Insuffisance veineuse (chronique) (périphérique)
  - (I87.8) Autres atteintes veineuses précisées
  - (I87.9) Atteinte veineuse, sans précision

- (I88) Lymphadénite non spécifique
  - (I88.0) Lymphadénite mésentérique non spécifique
  - (I88.1) Lymphadénite chronique, sauf mésentérique
  - (I88.8) Autres lymphadénites non spécifiques
  - (I88.9) Lymphadénite non spécifique, sans précision

- (I89) Autres atteintes non infectieuses des vaisseaux et des ganglions lymphatiques
  - (I89.0) Lymphœdème, non classé ailleurs
  - (I89.1) Lymphangite
  - (I89.8) Autres atteintes non infectieuses précisées des vaisseaux et des ganglions lymphatiques
    - Chylocèle (non filarienne)
    - Réticulose lipomélanique

  - (I89.9) Atteinte non infectieuse des vaisseaux et des ganglions lymphatiques, sans précision

### (I95-I99) Troubles autres et non précisés de l'appareil circulatoire
- (I95) Hypotension
  - (I95.0) Hypotension idiopathique
  - (I95.1) Hypotension orthostatique
  - (I95.2) Hypotension médicamenteuse
  - (I95.8) Autres hypotensions
    - Hypotension chronique

  - (I95.9) Hypotension, sans précision

- (I97) Troubles de l'appareil circulatoire après un acte à visée diagnostique et thérapeutique, non classés ailleurs
  - (I97.0)Syndrome post-cardiotomie
  - (I97.1) Autres troubles fonctionnels après chirurgie cardiaque
  - (I97.2) Lymphœdème après mastectomie
  - (I97.8) Autres troubles de l'appareil circulatoire après un acte à visée diagnostique et thérapeutique, non classés ailleurs
  - (I97.9) Trouble de l'appareil circulatoire après un acte à visée diagnostique et thérapeutique, sans précision

- (I98) Autres troubles de l'appareil circulatoire au cours de maladies classées ailleurs
  - (I98.0) Syphilis cardio-vasculaire
  - (I98.1) Troubles cardio-vasculaires au cours d'autres maladies infectieuses et parasitaires classées ailleurs
  - (I98.2) Varices œsophagiennes au cours de maladies classées ailleurs
  - (I98.8) Autres troubles précisés de l'appareil circulatoire au cours de maladies classées ailleurs

- (I99) Troubles autres et non précisés de l'appareil circulatoire